# Béla Katzirz
Béla Katzirz (ur. 27 kwietnia 1953 w Budapeszcie) – węgierski piłkarz występujący na pozycji bramkarza.

## Kariera klubowa
Katzirz zawodową karierę rozpoczynał w 1973 roku w zespole Pécsi Munkás z Nemzeti Bajnokság I. W 1975 roku spadł z nim do Nemzeti Bajnokság II, ale w 1977 roku wrócił do Nemzeti Bajnokság I. W 1978 roku dotarł z zespołem do finału Pucharu Węgier, jednak ekipa Pécsi uległa tam 2:4 drużynie Ferencvárosi TC. Barwy Pécsi Munkás Katzirz reprezentował łącznie przez 10 lat.
W 1983 roku wyjechał do Portugalii, by grać w tamtejszym Sportingu CP. W 1985 roku wywalczył z nim wicemistrzostwo Portugalii. Przez 3 lata w barwach Sportingu rozegrał 30 spotkań. W 1986 roku wrócił do Pécsi Munkás, gdzie w tym samym roku zakończył karierę.

## Kariera reprezentacyjna
W reprezentacji Węgier Katzirz zadebiutował 11 października 1978 roku w wygranym 2:0 spotkaniu eliminacji Mistrzostw Europy 1980 ze Związkiem Radzieckim. W 1982 roku został powołany do kadry na Mistrzostwa Świata. Nie zagrał jednak na nich w żadnym meczu. Z tamtego turnieju Węgry odpadły po fazie grupowej. W latach 1978–1983 w drużynie narodowej Katzirz rozegrał w sumie 22 spotkania.